# Direktorium (Liturgie)

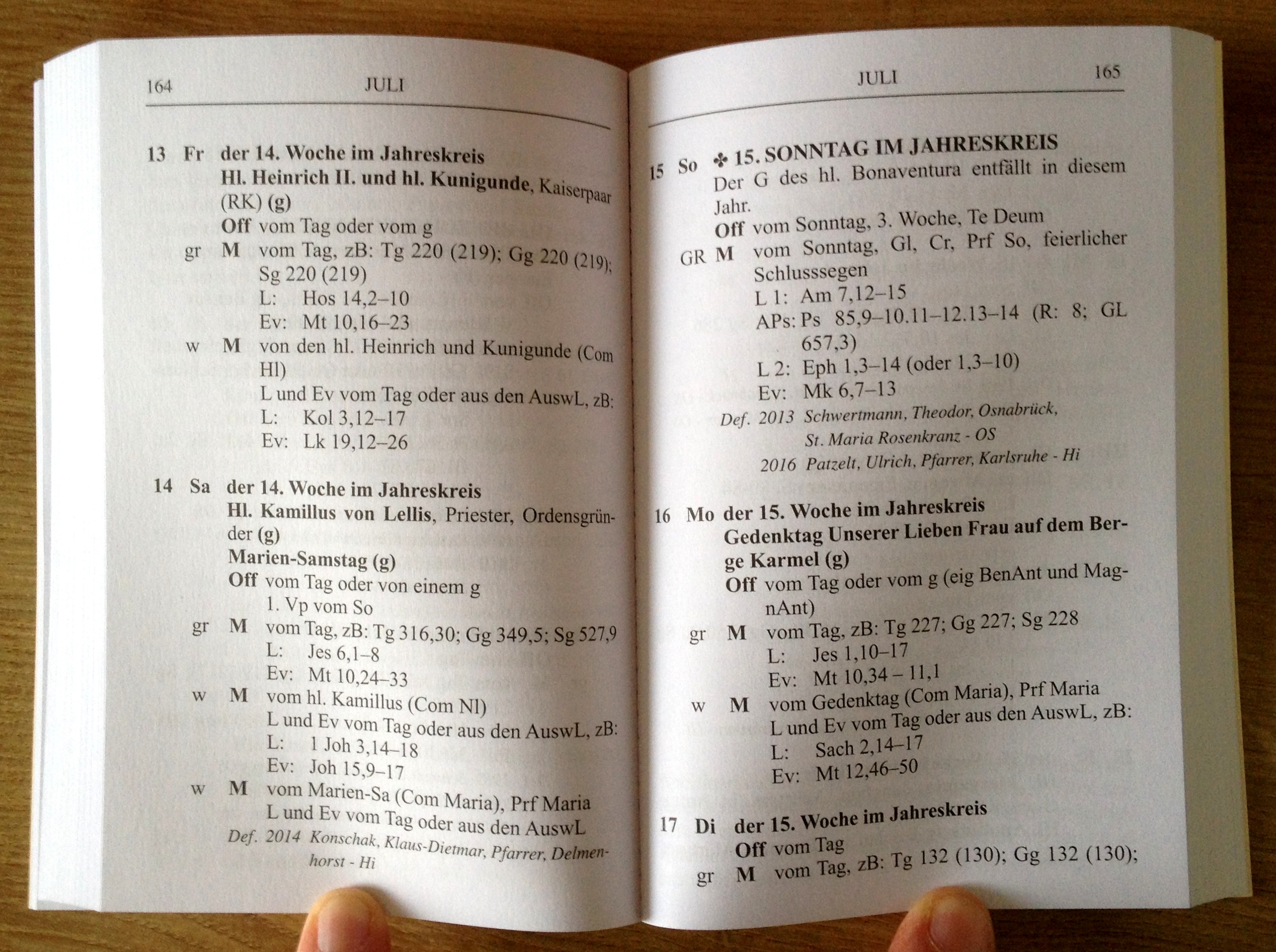
Direktorium für Stundengebet und Messfeier in der Kirchenprovinz Hamburg, Kirchenjahr 2017/2018

Das Direktorium (lateinisch Directorium) ist der jährlich erscheinende liturgische Kalender der römisch-katholischen Kirche für ein Kirchenjahr. Die offizielle Bezeichnung des liturgischen Buches ist Ordo Missae celebrandae et Divini Officii persolvendi secundum Calendarium Romanum pro anno liturgico [XXXX] (‚Ordnung zur Zelebration der heiligen Messe und zum Verrichten des Stundengebets gemäß dem Römischen Kalender für das Jahr [XXXX]‘). Darüber hinaus berücksichtigen die Ausgaben für ein einzelnes Bistum oder mehrere Bistümer, eine Ordensgemeinschaft oder einen eigenständigen Teilverband eines Ordens oder den Ordo virginum den jeweiligen Eigenkalender der Diözese oder des Ordens mit deren Eigenfeiern, beispielsweise den Regionalkalender für das deutsche Sprachgebiet.
Als Direktorium im weiteren Sinne werden auch kirchenamtliche Anweisungen für bestimmte Gottesdienstformen bezeichnet, etwa das Direktorium für Kindermessen (veröffentlicht von der vatikanischen Kongregation für den Gottesdienst am 1. November 1973) oder das Direktorium „Sonntäglicher Gemeindegottesdienst ohne Priester“ (Kongregation für den Gottesdienst, 2. Juni 1988).
Das Direktorium, meist ein kleinformatiges Buch, enthält Informationen über die liturgisch geprägten Zeiten, die Feste und Hochfeste, die gebotenen und nichtgebotenen Gedenktage der Heiligen, die Sonntage, die Votivmessen und die Zeit im Jahreskreis. Als liturgisches Buch ist es ein unentbehrliches Hilfsmittel für das gottesdienstliche Leben und gehört zum Inventar der Sakristei und des Pfarrbüros.
Die meisten Diözesandirektorien waren auch online zugänglich, jedoch wird diese Möglichkeit des öffentlichen Zugriffs aus Datenschutzgründen zunehmend restriktiver gehandhabt. Der Grund liegt darin, dass Direktorien traditionell die Todestage verstorbener Kleriker enthalten, die manche Bistümer aber als Personendaten nicht öffentlich abrufbar machen möchten.

## Direktorium als liturgischer Kalender
Da es im liturgischen Kalender zeitlich bewegliche Feste gibt (Ostern) und solche, die immer auf denselben Tag fallen (z. B. Weihnachten), kann es vorkommen, dass verschiedene Feste auf einen Tag fallen. Welches dann den Vorrang hat, wird durch das „Verzeichnis der liturgischen Tage nach ihrer Rangordnung“ (Grundordnung des Kirchenjahres und des neuen Römischen Generalkalenders, Nr. 59) festgelegt. Das Direktorium regelt für jeden liturgischen Tag, welche liturgische Feier beim Zusammentreffen liturgischer Daten und Zeiten jeweils Vorrang hat, welche Texte für die Feier der Messe und des Stundengebets verwendet werden und welche liturgische Farbe dem zugeordnet wird. Ausgangspunkt ist das Kirchenjahr mit den zentralen Festen von Menschwerdung und Auferstehung Jesu Christi, den zugeordneten Festkreisen (Weihnachtsfestkreis mit Advent und WeihnachtszeitOsterfestkreis mit Fasten- und Osterzeit) und der Zeit im Jahreskreis. In diese zyklische, regelmäßig wiederkehrende Abfolge von Sonntagen und Wochentagen eingeordnet werden weitere Feste: Herrenfeste, Marienfeste, die Feste und Gedenktage der Heiligen und Eigenfeste des Bistums, eines Ordens oder der jeweiligen Kirche.
Die wichtigsten Feste – vor allem die des Herrenjahres, aber auch Marienfeste und herausragende Heiligengedenktage – sind im Allgemeinen Römischen Kalender oder Generalkalender festgelegt und weltweit verbindlich. Auch exemplarische Gedenktage von Heiligen (Märtyrern, Kirchenlehrern, Jungfrauen, Ordensleuten usw.) aus verschiedenen Ländern sowie die Kirchweihfeste der römischen Hauptkirchen sind dort enthalten.
Darüber hinaus gibt es Regional- oder Partikularkalender, die in regionalen Direktorien veröffentlicht werden. Diözesen und Ordensgemeinschaften haben die Möglichkeit, den liturgischen Kalender um Eigenfeiern zu erweitern, und so Heiligen aus dem jeweiligen Gebiet oder Orden zu gedenken, die nicht im Generalkalender berücksichtigt werden.